# Cuộc gọi lúc nửa đêm
Cuộc gọi lúc nửa đêm (tựa gốc tiếng Anh: When a Stranger Calls) là một bộ phim điện ảnh kinh dị tâm lý của Mỹ năm 2006 do Simon West làm đạo diễn và Jake Wade Wall viết kịch bản. Phim có sự tham gia diễn xuất của Camilla Belle, Brian Geraghty, Katie Cassidy và Clark Gregg. Belle vào vai một cô trông trẻ bắt đầu nhận được những cuộc gọi đe dọa từ một kẻ lạ mặt không rõ danh tính (đều do Tommy Flanagan và Lance Henriksen thủ vai). Đây là bản làm lại nguyên tác phim kinh dị năm 1979 của Fred Walton – một tác phẩm cult classic với cảnh mở đầu dài 20 phút. Bộ phim được công chiếu tại các rạp vào ngày 3 tháng 2 năm 2006. Tác phẩm bị giới phê bình phê phán nhưng lại thành công ở thị trường phòng vé ở mức trung bình, với doanh thu toàn cầu là 67 triệu USD so với kinh phí 15 triệu USD.

## Nội dung
Mở đầu phim là một cảnh sát trưởng đi vào căn nhà nơi có nhiều vụ giết người diễn ra, nạn nhân là ba đứa trẻ và cô trông trẻ của chúng, tất cả đều bị giết dã man bởi một kẻ đột nhập. Ở Colorado, cách hiện trường vụ án mạng 125 dặm, cô gái 16 tuổi Jill Johnson đang trên đường đi trông trẻ cho gia đình giàu có Mandrakis. Khi cô đến nơi, bà Mandrakis dẫn cô đi quanh căn biệt thự và cho cô biết về người giúp việc Rosa.
Một lúc lâu sau khi ông bà Mandrakis rời đi, Jill bắt đầu nhận được những cuộc điện thoại tục tĩu từ ai đó, người mà hầu hết thời gian đều không nói gì và cúp máy. Ban đầu cô tin rằng bạn bè chơi khăm mình nhưng khi cô liên lạc với họ thì họ phủ nhận. Trong khi hai đứa con của ông bà Mandrakis đang ngủ trên lầu, Jill được bạn cô là Tiffany Madison đến thăm, vì sợ gặp thêm rắc rối nên Jill yêu cầu cô ta rời đi. Trong khi quay lại xe của mình, Tiffany bị tấn công bởi một kẻ bí ẩn.
Jill nhận thêm một cuộc gọi từ kẻ bí ẩn, cho biết hắn có thể nhìn thấy cô. Cô liền gọi cảnh sát, người cảnh sát nói với cô rằng họ sẽ truy dấu cuộc gọi nếu cô có thể giữ kẻ bí ẩn nói chuyện ít nhất là sáu mươi giây. Trong khi chờ điện thoại đổ chuông, Jill thấy bóng người di chuyển trong nhà khách. Tin rằng đó là con trai lớn của ông bà Mandrakis từ trường đại học trở về, cô đi kiểm tra nhưng không thấy ai. Kẻ bí ẩn lại gọi đến, Jill giữ hắn trên điện thoại trong một phút, để rồi nhận ra hắn đã gọi nhầm đường dây.
Tin rằng Rosa đang ở trong nhà, Jill tìm Rosa nhưng không thấy ai. Điện thoại lại đổ chuông và người gọi ở đầu dây bên kia vẫn im lặng, Jill cố gắng khiến hắn giữ máy trong một phút để phía cảnh sát có thể truy dấu cuộc gọi của hắn. Sau đó người cảnh sát nói với cô rằng các cuộc gọi đều đến từ bên trong căn nhà. Jill khiếp sợ khi thấy xác của Tiffany trong phòng tắm và bỏ chạy.
Jill đến phòng của hai đứa trẻ để bảo vệ chúng, cô nhìn lên và thấy kẻ đột nhập trên gác xép. Jill cho bọn trẻ trốn vào nhà kính rồi phát hiện ra xác của Rosa dưới hồ nước. Kẻ đột nhập kiểm tra nhà kính, Jill nhốt hắn bên trong nhưng hắn lao ra ngoài và tấn công cô. Trong lúc vật lộn, Jill đã đâm vào tay kẻ đột nhập bằng dụng cụ lò sưởi rồi chạy ra khỏi căn nhà. Đúng lúc này cảnh sát đã đến, kẻ đột nhập bị bắt giữ, gia đình Mandrakis được đoàn tụ.
Nhiều ngày sau, khi đang hồi phục trong bệnh viện, Jill thức giấc vì tiếng chuông điện thoại. Cô ra khỏi giường và nhìn vào gương, thấy tên sát nhân xuất hiện phía sau và tấn công cô. Jill hét lên điên cuồng, thức giấc sau ảo giác khi bố cô và các bác sĩ cố gắng trấn an cô.